# Julias hus och nattpappan
Julias hus och nattpappan är en barnbok från 1971 av den svenska författaren Maria Gripe med illustrationer av Harald Gripe.
Julias hus och nattpappan är en fortsättning av författarens bok Nattpappan (1968). Några år har gått, men Julia har fortfarande kvar sin nattpappa, som nu visar sig heta Peter. Han har skrivit klart sin bok om stenar och dessutom tagit sin "filbunkeexamen". Julia och Peter bestämmer sig för att skriva en ny bok tillsammans.
Det är nu nytt årtionde i den lilla staden. Julia har fått en ny lärare, Tryggve, en ung man som har runda glasögon och vars huvud mest består av skägg, mustascher, polisonger och lugg. Han gillar inte att behöva gå efter timplaner och ämnesindelningar, och han spelar protestsånger på grammofon för barnen. I staden rivs allt fler gamla hus, vilket upprör Julia och Peter, och kommunalmännen anser att även den gamla villa, i vilken Julia bor med sin mamma, är saneringsmogen och har därför beslutat om rivning. Julia och hennes mamma skall i stället få en modern lägenhet i ett nybyggt hyreshus.
Peter gör en rad försök att påverka makthavarna till att stoppa rivningen av villan, dock utan resultat. En konstnär, Nisse, som brukar göra målningar av rivningshotade hus kommer nu för att måla även denna villa. Samtidigt har det dykt upp en liten tystlåten pojke, som visar sig heta Elvis Karlsson och som av någon anledning brukar stå och spana i den trädgård som omger villan. När hoppet verkar vara ute för villan beslutar sig Julia och Peter för ny aktion för att försöka rädda denna och för att omvandla denna till ett allaktivitetshus.
Julias hus och nattpappan har översatts till danska, engelska (Storbritannien och USA), finska, norska och tyska. Boken har en fortsättning i Gripes Elvis Karlsson (1972), även om pojken Elvis är huvudperson i sistnämnda bok. Böckerna Nattpappan och Julias hus och nattpappan kom att ligga till grund för Stellan Olssons TV-serie Julia och nattpappan (1971), även om den senare boken kom ut först efter att TV-serien visats.
Ying Toijer-Nilsson skrev att Julias hus och nattpappan i ännu högre grad än Nattpappan anknyter till tidsandan genom att ta upp striden om rivningsraseriet: "Myndighetspersoner och grävskopor hejdas med flower power, vad kunde vara mer modernt?"